# Mapuche
I mapuche (con grafia spagnola) o mapuce (con grafia italiana; termine composto dalle parole mapudungun che, "Popolo" e mapu, "della Terra"), sono un popolo amerindio originario del Cile centrale e meridionale e del sud dell'Argentina (Regno di Araucanía e Patagonia). Il termine si usa per denominare l'etnia che comprende vari e diversi gruppi che hanno in comune strutture sociali, politiche ed economiche e inoltre condividono il mapudungun come madrelingua. Sono talvolta indicati come araucani (in spagnolo araucanos). Quanto all'origine di quest'ultima denominazione, due sono le scuole di pensiero; c'è chi sostiene che nasca dalla parola quechua awqa (che significa ribelle) e chi invece giudica più attendibile la sua derivazione dal nome geografico mapuche Ragko, che vuol dire "acqua argillosa".
I mapuche hanno una economia di sussistenza basata sulla agricoltura, con un venerato rispetto per la terra come dal proprio nome; la loro organizzazione sociale è sviluppata in famiglie estese, sotto la direzione di un "lonco" o capo, sebbene in tempi di guerra si possano unire in gruppi più larghi ed eleggere un "toqui" (portatore d'ascia) per guidarli.
I mapuce sono una etnia variegata composta da numerosi gruppi che condividono tra loro una stessa struttura sociale, religiosa ed economica, così come una eredità linguistica comune. La loro influenza si estende tra il fiume Aconcagua e la pampa argentina.

## Suddivisione territoriale ed etnie
I Mapuce si dividevano in differenti gruppi a seconda del territorio che occupavano. Si suppone che in principio fossero popoli differenti ma uniti da un idioma comune:
- Picunce (gente del nord). Integrata all'Impero Inca.
- Mapuce propriamente tali, secondo le cronache dei realisti, protagonisti della Guerra di Arauco. Altre fonti li indicano con il nome di moluche o ngoluche (gente dell'ovest).
- Uiglice (gente del sud). Ubicati tra il fiume Toltén ed il canale di Chacao.
- Cuncos. Nord ed est dell'isola di Chiloé e molto somiglianti agli huilliche.

Durante i secoli XVII e XVIII iniziò un processo di espansione che causò il mescolarsi con popolazioni vicine ubicate ad est delle Ande (vale a dire territori corrispondenti all'attuale Argentina):
- Pogia (inclusi i buriloche).
- Peuence (in Mapundungún: "Gente del pehuén"). Vengono considerati un sottogruppo degli huarpe che viveva di caccia e raccolta di semi della pianta di pehuén (il cui nome scientifico è Araucaria araucana).

Tra la fine del secolo XVIII e l'anno 1875, ci fu un ulteriore processo di espansione Mapuce nei territori corrispondenti all'attuale Argentina:
- Puelce (in Mapundugún: "Gente dell'est", nome che i Mapuce davano agli het e ai tsonek settentrionali (detti patagoni dagli Spagnoli) e che chiamavano sé stessi con il nome di genanken o gununakena.
- Ranchel (in Mapundungún Rancul-ce: gente dei canneti), di origine mista e che furono i protagonisti, tra il 1580 ed il 1880, in quello che ai giorni nostri è territorio Argentino, delle cosiddette "Guerre contro l'huinca".

Attualmente, la suddivisione è leggermente differente, e questo perché hanno assunto prevalenza i nomi in uso presso i Mapuce della IX Regione del Cile ed è la seguente:
- Peuence nell'Alto Biobío.
- Lavchence (gente del mare/gente dell'ovest) sulla costa delle province di Cautín e Valdivia.
- Uiglice nelle province di Osorno e Chiloé. Tuttavia, va detto che gli huilliche di Chiloé preferiscono essere chiamati "veliches".
- Nelle province di Malleco e Cautín si usano i nomi "nagche'" (gente di giù) per chi abita nella cosiddetta Depresión Intermedia e "wenteche" (gente di su) per quelli della Precordigliera andina, anche se va aggiunto che si tratta di denominazioni più con valenza territoriale che culturale.

## Storia

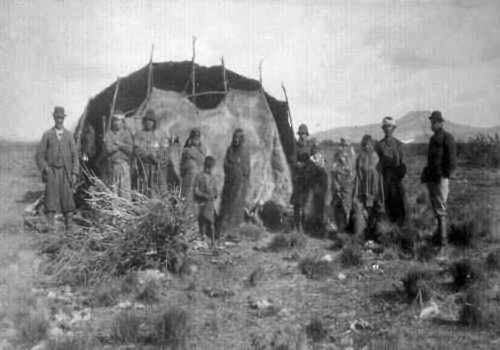
Una tenda Mapuche nel diciannovesimo secolo

I Mapuce resistettero con successo a molti tentativi dell'Impero Inca tesi ad assoggettarli, e questo sebbene mancassero di una organizzazione propriamente statale.
I Mapuce combatterono contro i conquistadores e, usando il fiume Bío-Bío come frontiera naturale, riuscirono a resistere ai tentativi per colonizzarli dal 1500 al 1800. Questo conflitto è conosciuto come la Guerra di Arauco, guerra che è stata immortalata nei poemi epici di Alonso de Ercilla dal titolo La Araucana. Quando il Cile si mosse per separarsi dalla corona di Spagna, alcuni capi Mapuce appoggiarono i coloni. Una volta che il Cile riuscì effettivamente a raggiungere l'indipendenza dalla Spagna, i Mapuce – sebbene non fossero infrequenti degli scontri – tentarono una coesistenza pacifica ed una mescolanza con i nuovi vicini.
Il 17 novembre del 1860 il francese Orelie-Antoine de Tounens proclamò il Regno di Araucanía e Patagonia e i capi Mapuce all'epoca in carica riconobbero Tounens loro re, con il nome di Orélie Antoine I. Nei giorni seguenti, Tounens promulgò la costituzione del Regno e, il 20 novembre, dichiarò l'annessione della Patagonia, stabilendo come confini il fiume Bìo-bío a nord, l'Oceano Pacifico a ovest, l'Oceano Atlantico a est ed il Rio Negro a sud, fino allo stretto di Magellano. Orélie-Antoine nominò quindi un governo, creò una bandiera nazionale e coniò una nuova moneta per la nazione, il peso.
Tounens si recò nella città di Valparaíso per rendere nota la formazione del nuovo Stato al governo del Cile, che allora aveva Manuel Montt alla presidenza e che però si dimostrò per nulla disposto a riconoscere la nuova situazione. Il governo cileno ordinò infatti l'arresto di Tounens per turbamento dell'ordine pubblico: il francese, trasportato in una località sulle sponde del fiume Malleco, nel gennaio 1862, venne portato prima a Nacimiento e poi, sempre in Cile, a Los Ángeles dove fu condannato alla reclusione in manicomio. Il console francese riuscì a intervenire, facendolo portare in Europa.
Tolta di mezzo la per loro scomoda figura di Tounens – tre ulteriori tentativi del francese, nel 1869, nel 1874 e nel 1876, vennero questa volta stroncati sul nascere – usando un misto di forza, diplomazia e inganno, il governo del Cile riuscì a far firmare ad alcuni capi Mapuche un trattato che incorporava nello Stato cileno i territori Araucani. Di fatto, questo comportò una situazione di dominio da parte del Cile sui Mapuce che avrebbe finito con il provocare la loro decimazione, tanto che, da mezzo milione che erano inizialmente, i Mapuce vennero ridotti ad appena 25 000 nell'arco di appena una generazione.
I discendenti Mapuce vivono attualmente lungo i territori meridionali di Cile e Argentina; alcuni mantengono le proprie tradizioni e continuano a sostenersi attraverso l'agricoltura, ma una crescente maggioranza si è trasferita nelle città in cerca di migliori opportunità economiche. In anni recenti, tornata la democrazia, se da un lato c'è stato un tentativo da parte del governo del Cile per stemperare alcune delle iniquità del passato – attraverso, per esempio, il riconoscimento dell'insegnamento del Mapudungun, il linguaggio dei Mapuce, nella zona di Temuco, ed interventi a favore della tutela della loro cultura – dall'altro è la maggioranza dei Mapuce a dichiararsi non solo insoddisfatta, ma addirittura ancora vittima di cocenti discriminazioni, incluso il ricorso ad arresti arbitrari. Per questo motivo, rappresentanti delle organizzazioni Mapuce si sono unite alla Organizzazione delle Nazioni e dei Popoli non rappresentati (UNPO) in cerca di riconoscimento e protezione per la loro cultura e i loro diritti territoriali.

## Cultura

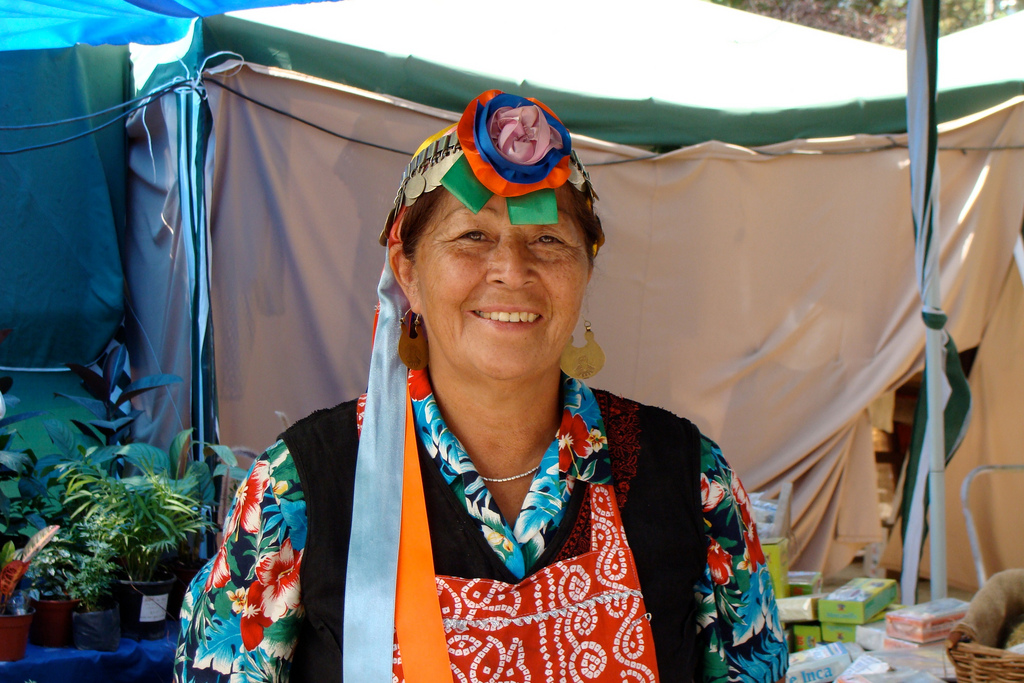
Donna Mapuche, Cile

Secondo i dati del censimento del 2002 sarebbero solo 604 349, vale a dire appena il 4% della popolazione cilena, mentre circa 300 000 vivono sull'altro versante delle Ande, in Argentina. Inoltre, come già detto nella sezione storica, a causa della perdita delle proprie terre, molti Mapuce ora vivono in condizioni miserevoli in grandi città come Santiago. Ad ogni modo, la resistenza di questo popolo in difesa delle proprie radici continua, soprattutto contro le multinazionali (tra cui la Benetton) che operano su territori legati alla tradizione spirituale Mapuche e contro il paradosso di leggi anti-terrorismo nate durante l'epoca della dittatura di Pinochet e che invece vengono ancora usate, di frequente, contro i capi della comunità Mapuche.

### Organizzazione sociale
L'organizzazione sociale dei Mapuce è basata principalmente sulle relazioni tra famiglie, laddove per famiglia si deve intendere il padre, le sue donne e i figli. Quelle famiglie che avevano un antenato comune chiamavano il loro tipo di relazione (Lof) che però è stato erroneamente deformato dagli storici – quasi sempre – in lov. Le famiglie che formavano un lof vivevano in abitazioni vicine, denominate rucas, e si aiutavano tra loro; ognuno aveva come capo un lonco ("testa" in mapudungun), in caso di guerra, si univano in gruppi più ampi, denominati rehues, formati da vari lof, che formavano un gruppo paragonabile a quello di una tribù. Presso ogni rehue esisteva un comandante militare chiamato toqui.
Di fronte a grandi calamità come saccheggi, epidemie, invasioni o ad altri gravi problemi che coinvolgessero grandi estensioni di territorio, vari rehues si riunivano a loro volta, e generavano i cosiddetti aillarehues, a capo dei quali c'era il Mapu-tochi (capo militare di una comarca in stato di guerra). Gli aillarehues acquisirono grande importanza durante le lotte contro gli Spagnoli, lotte che produssero una figura prima inesistente, denominata Butalmapus, ovverosia l'unione di vari aillarehues. I capi dei Butalmapus erano eletti dai toquis: sono quelli che nelle cronache scritte dagli Spagnoli vengono detti Gran tochi. Sono esistiti tre Butalmapus chiamati Lavchen-mapu (nella regione della costa), Lelfun-mapu (nella regione degli altopiani) e Inapire-mapu (nella regione a ridosso della cordigliera).

### Arte e tecnica
Già all'arrivo dei conquistadores, i Mapuce erano estremamente abili nell'usare strumenti di pietra, cosa che li ha resi capaci di creare forti e complesse strutture di difesa. Con rapidità, seppero però anche mutuare dagli Europei l'uso del cavallo e di manufatti metallici, con il risultato di rendere più efficace la loro resistenza agli invasori. Dagli Europei seppero altresì mutuare l'uso del grano e l'allevamento delle pecore. Altamente apprezzate sono poi le lavorazioni Mapuce in argento e i loro prodotti tessili.

### Lingua
L'idioma Mapuce è parlato in Cile ed in piccole porzioni dell'Argentina non possiedono scrittura e quindi hanno una cultura orale. Due sono i suoi rami: l'Huilliche ed il Mapudungun. Sebbene non collegati al Quechua, è possibile riconoscere un qualche influsso lessicale. Le stime ci dicono che appena 200 000 sono però, in Cile, quanti riescono a parlarli fluentemente, anche perché il sostegno all'insegnamento, seppure presente, è effettivamente scarso.

### Religione e mitologia
La religione Mapuce si basa principalmente sul rispetto della madre terra e sul culto degli spiriti e degli antenati, chiamati genericamente pillán. A parte questi, si rende omaggio alle forze della natura, chiamati genericamente Nghen. Inoltre, i Mapuce credono nell'esistenza di un essere superiore che li governa, chiamato Nghenecén, formato principalmente da quattro aspetti principali o persone, ma che prima della influenza cristiana su questa cultura erano in realtà spiriti distinti. Ad ogni modo, mai nacque nella loro cultura qualcosa paragonabile al pantheon di greci o germani.
La figura delle "Maci", ovverosia sciamane, un ruolo usualmente affidato alle donne più anziane, è una parte estremamente importante della cultura Mapuce, ancora oggi e a fianco del Cristianesimo. Le machi svolgono cerimonie per scacciare il male, per la pioggia, per la cura delle malattie e posseggono una conoscenza estremamente vasta delle erbe medicinali cilene, guadagnata attraverso un duro apprendistato. Cileni d'ogni origine e classe fanno uso delle principali erbe della tradizione Mapuce.
Nella mitologia mapuche un posto notevole occupa la leggenda della creazione della geografia del Cile, denominata "Storia di Tenten Vilu e Caicai Vilu": dice questa leggenda Mapuche che in origine esistevano due vipere, una chiamata Cai Cai, che era quella che dominava le acque e l'altra chiamata Ten Ten, che dominava il fuoco. Un giorno Cai Cai si arrabbiò e con la propria coda (che era simile a quella di un pesce) iniziò a colpire le acque, le quali inondarono tutta la regione. Persone ed animali erano nella disperazione totale, dato che ormai quasi non restava terra senz'acqua e le acque non smettevano di crescere. Invocarono allora l'aiuto di Ten Ten, che prese tutti – animali e persone – sul proprio dorso, salvandoli dalla morte. Ma un giorno fu Ten Ten a incollerirsi, con conseguente eruzione di tutti i vulcani assieme e che in Cile sono effettivamente numerosissimi, sicché la gente fu costretta a scappare verso luoghi più sicuri.

#### Divinità
- Ngenechén (od anche Ngunechen, Nguenechen, Guenechen o Guinechen): è uno dei più importanti spiriti Ngen nonché la più importante divinità del loro pantheon
- Pillan: dio del fuoco e del tuono
- Kueyen (Kuyén): è uno spirito Wangulén che indica la Luna, quindi dea della Luna ed è sposa di Antu, lo spirito del Sole
- Antu: è il principale spirito pillán, che indica il Sole, quindi dio del Sole
- Melipal: spirito che rappresenta la costellazione della Croce del Sud
- Yepun: spirito che rappresenta Venere, inteso come la "stella della sera"
- Colo Colo: una creatura maligna a forma di serpente, dea della febbre e della morte
- Chonchon: una creatura maligna a forma di uccello, trasformazione magica dei calcus (stregone mapuche) più potenti o degli stregoni e delle streghe potenti che conoscono il segreto del calcus, in questa temuta creatura. Il chonchon ha caratteristiche di un vampiro e può bere il sangue. È un essere con testa umana e dalle enormi orecchie utilizzate come ali per volare
- Neguruvilu (od anche Guirivilo, Guruvilu, Ñuruvilu, Ñirivilu, Ñivivilu, Ñirivilo o Nirivilo): è una creatura delle dimensioni di un grande felide (o volpe), il cui corpo termina con una coda sulla cui punta c'è una specie di artiglio, che usa per ferire e per produrre vortici; vive nelle acque più profonde da cui esce per uccidere uomini e bestie; si trasforma perciò in un serpente e può avvolgere le vittime tra le sue spire
- Gualichu: spirito maligno o spiriti maligni
- Cherufe: una chiocciola il cui corpo è costituito da lava

### Musica
La musica mapuche è principalmente religiosa, anche se esistono composizioni di genere amoroso e dedicate alla terra natale. Impiega strumenti percussivi come il cultrun, d'uso esclusivamente rituale e le cascauiglia (in spagnolo cascabeles). Strumenti tipici sono la trutruca, una canna cava con un corno al suo estremo, il trompe, che usa la gola come cassa di risonanza e la pifilca, un tipo di flauto simile a un fischietto.

### Citazioni letterarie
Il popolo Mapuche è protagonista del breve racconto per ragazzi "Storia di un cane che insegnò a un bambino la fedeltà", dello scrittore cileno Luis Sepúlveda (nella traduzione in italiano "Gente della Terra") che, attraverso il ricordo semplice e nostalgico del pastore tedesco che narra la sua storia di abbandono e violenza, ripercorre anche le vicende legate ai soprusi subiti dai Mapuche da parte degli uomini di potere, venuti a conquistare le terre dei nativi, fino ad un riscatto finale attraverso il destino del cane e del popolo Mapuche, che rivivono nel ricordo della loro storia.